# Abdel Moneim El-Gindy
Abdel Moneim El-Gindy (in arabo عبد المنعم الجندى‎?; Alessandria d'Egitto, 1º dicembre 1936 – 17 marzo 2011) è stato un pugile egiziano.
Ha partecipato ai Giochi di Roma 1960, sotto le insegne della RAU, gareggiando nei Pesi mosca, vincendo la medaglia di bronzo.
In precedenza, nel 1959, ha vinto 1 oro, sempre nei Pesi mosca, ai Giochi del Mediterraneo.